# Аналітичні центри Польщі
Аналітичні центри Польщі
В цій країні працює близько 10 відомих у світі недержавних «мозкових центрів». Це — Інститут досліджень основ демократії, Інститут польської політики, Інститут приватного підприємництва і демократії, Міжнародний центр розвитку демократії, Фонд підтримки місцевої демократії, Гданський інститут ринкової економіки, Дослідницький центр ім. Адама Сміта, Фонд CASE — Центр соціальних та економічних досліджень, Інститут сталого розвитку та ін. Всі ці організації окрім Гданського інституту розташовані у Варшаві.
Інститут досліджень основ демократії засновано в 1995 р. Сфера досліджень: політичні партії в нових демократичних державах, ставлення до демократії та ринкової економіки, родинні цінності та структура сім'ї. Інститут є приватною некомерційною організацією, яка ставить собі за мету вивчення філософських, історичних, соціальних, політичних і культурних передумов виникнення і функціонування демократичних систем у сучасному суспільстві. Джерела фінансування — внутрішні (польські) і міжнародні. Річний бюджет — бл.4-6 тис. дол. Інститут має 13 працівників, в тому числі 4 — постійних.
Інститут польської політики — незалежна некомерційна установа, заснована у 1992 р, метою якої є публікації про розбудову демократії, зокрема з тематики сучасної історії та національних конфліктів в Україні, Білорусі, Росії, Румунії, Естонії, а також з питань економіки та соціального захисту в Польщі, самоврядування в Польщі та Німеччині. Джерела фінансування — гранти від фондів. Постійних співробітників Інститут не має, асоційованих — 3 чол.
Інститут приватного підприємництва і демократії (1993) — незалежна фундація, яка досліджує розвиток приватного сектора в Польщі. Інститут ініціює внесення поправок до чинного законодавства, розробляє стандарти економічних відносин, бере участь в громадських обговореннях. Джерела фінансування — внутрішні та зовнішні. Річний бюджет — 130 тис. дол. Інститут організує національні та міжнародні брифінги, конференції длта семінари для політиків і журналістів.
Міжнародний центр розвитку демократії (МЦРД) заснований у 1992 р спільно Ягеллонським університетом та Економічною академією і працює в напрямках: європейські та східні дослідження, дослідження питань безпеки, громадянське суспільство. До складу Центру входить Інститут стратегічних досліджень. До Ради Директорів входить, зокрема, Лешек Бальцерович. Дослідження стосуються ЄС, НАТО, питань громадянського суспільства, ринкової економіки, конституції. При МЦРД створена Депозитна бібліотека Ради Європи — відділ Європейської бібліотеки. Фінансування — внутрішнє (польське) та міжнародне (приблизно порівну). Річний бюджет — 225 тис. дол. Центр має 55 співробітників, у тому числі 10 — постійних.
Фонд підтримки місцевої демократії працює з 1989 р. Основні напрямки діяльності — розвиток громадського самоврядування, підтримка місцевих органів влади та місцевих адміністрацій, місцеве самоврядування. Фонд підтримує розвиток демократії в країнах Східної Європи, зокрема в Україні, Білорусі, Литві, Румунії та країнах пострадянського простору. Фінансування — внутрішнє (польське) та міжнародне (приблизно порівну). У Фонді працює бл. 30 чол, з яких 23 — постійні професійні працівники.
Гданський інститут ринкової економіки, який засновано у 1989 р — одна з провідних польських дослідницьких фундацій в галузі економіки. Сприяє трансформації польської економіки в систему вільного ринку. Фінансування на 2/3 — внутрішнє. Річний бюджет — бл. 1,5 млн дол. Інститут має понад 120 співробітників, переважна більшість яких — сумісники. Інститут має філії у Варшаві та Любліні, співпрацює з досліджницькими установами Європи та Амеерики. Засновник Гданської банківської академії.
Фонд CASE — Центр соціальних та економічних досліджень працює з 1991 р. Основні напрямки діяльності: державний бюджет та фінанси, процес приватизації, банківська справа, економічні перетворення в посткомуністичних країнах. Річний бюджет Фонду — бл. 1 млн дол. Фонд активно друкує наукові розвідки з питань трансформації економіки. Має близько 90 співробітників, головним чином сумісників.